# Crested Pool
Crested Pool est une source chaude située dans le Upper Geyser Basin dans le parc national de Yellowstone aux États-Unis.
La profondeur de la source est de 12,8 m. Elle est nommée en raison de la « crête » qui l'entoure. Bien qu'elle soit considérée comme une source n'entrant pas en éruption, Crested Pool entre parfois en éruption comme un geyser. La plupart du temps, l'eau ne fait que bouillir, atteignant la plupart du temps environ 1 m mais pouvant atteindre 2,4 m voire 3 m,.

## Histoire
Crested Pool a eu des noms variés depuis sa première description par le Hayden Geological Survey de 1871 (en) (étude géologique Hayden de 1871). En 1872, l'étude Hayden de cette année a nommé la source Fire Basin. Aussi, en 1872, l'écrivain de guides touristiques Harry Norton a nommé la source Circe's Boudoir. Entre 1872 et 1927, la source était connue par des noms variés : Diana's Spring, Devil's Well, Blue Crested Spring, Pool Beautiful, Castle Pool et Diana's Bath. Le nom Crested Pool a été officiellement accepté par le conseil de l'United States Board on Geographic Names en 1927, basé sur le nom de Crested Hot Spring de la carte de l'étude de Gustavus Belcher de 1872.

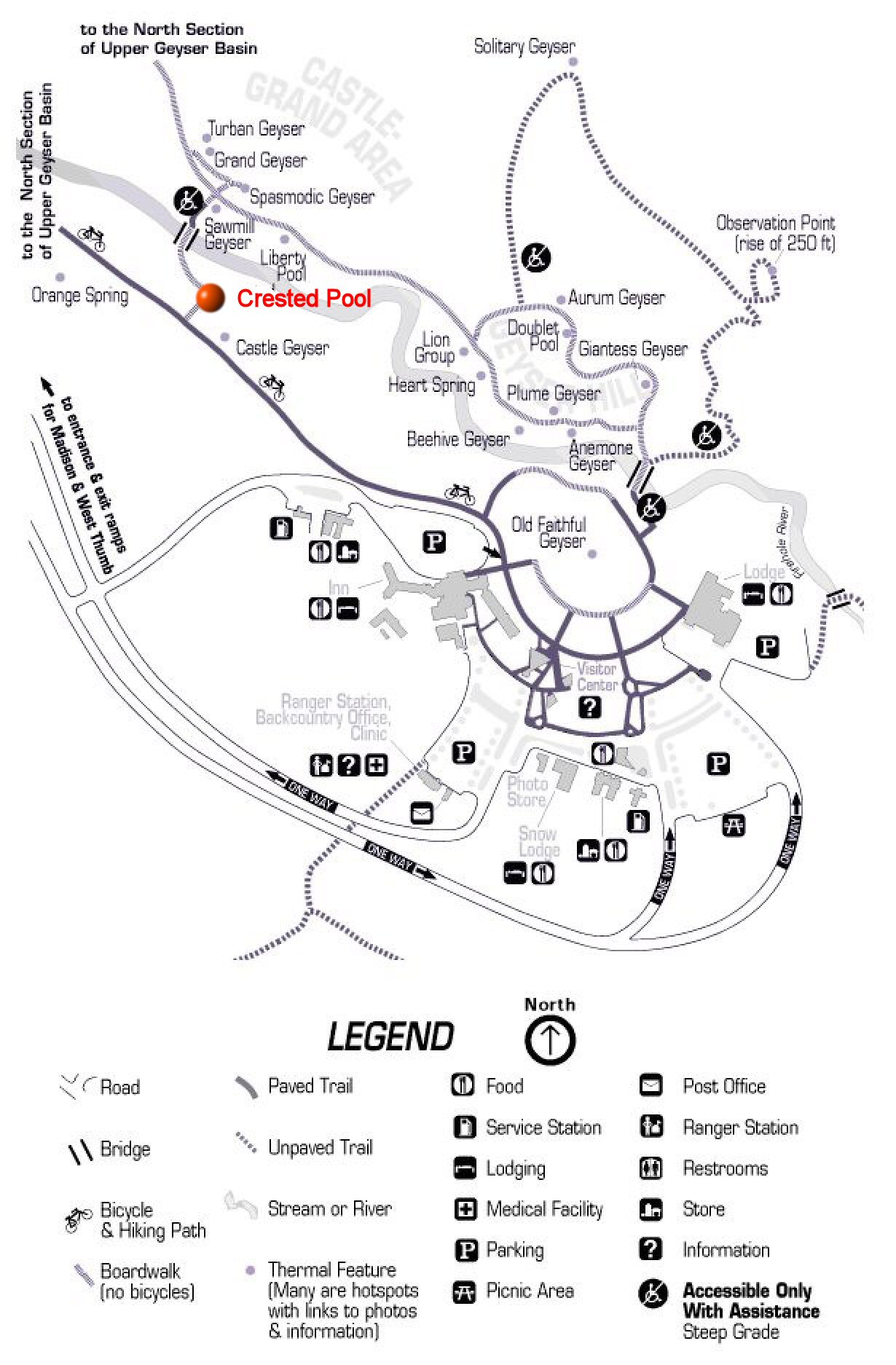
Situation de Crested Pool dans le Upper Geyser Basin

En 1970, un garçon de 9 ans, Andrew Clark Hecht, est accidentellement tombé dans la source et en est mort. Le Andrew Clark Hecht Memorial Public Safety Achievement Award a été créé en sa mémoire, et est décerné chaque année à une personne ou un groupe qui contribue le plus à la sécurité publique. Le bénéficiaire reçoit également 1 000 $ USD.

## Galerie de photos

Photos de Crested Pool
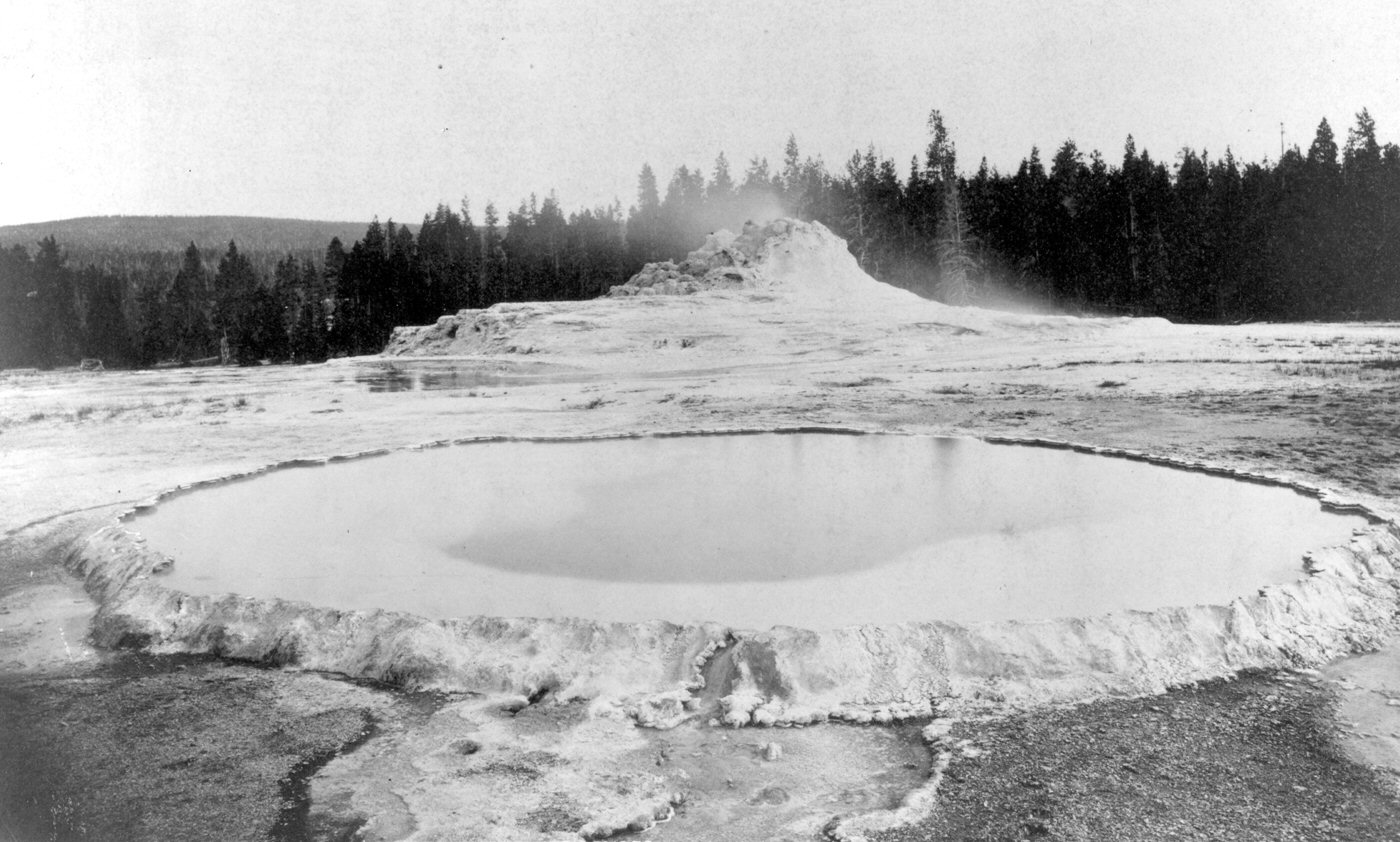
Photo de William Henry Jackson de 1872 avec Castle Geyser en arrière-plan
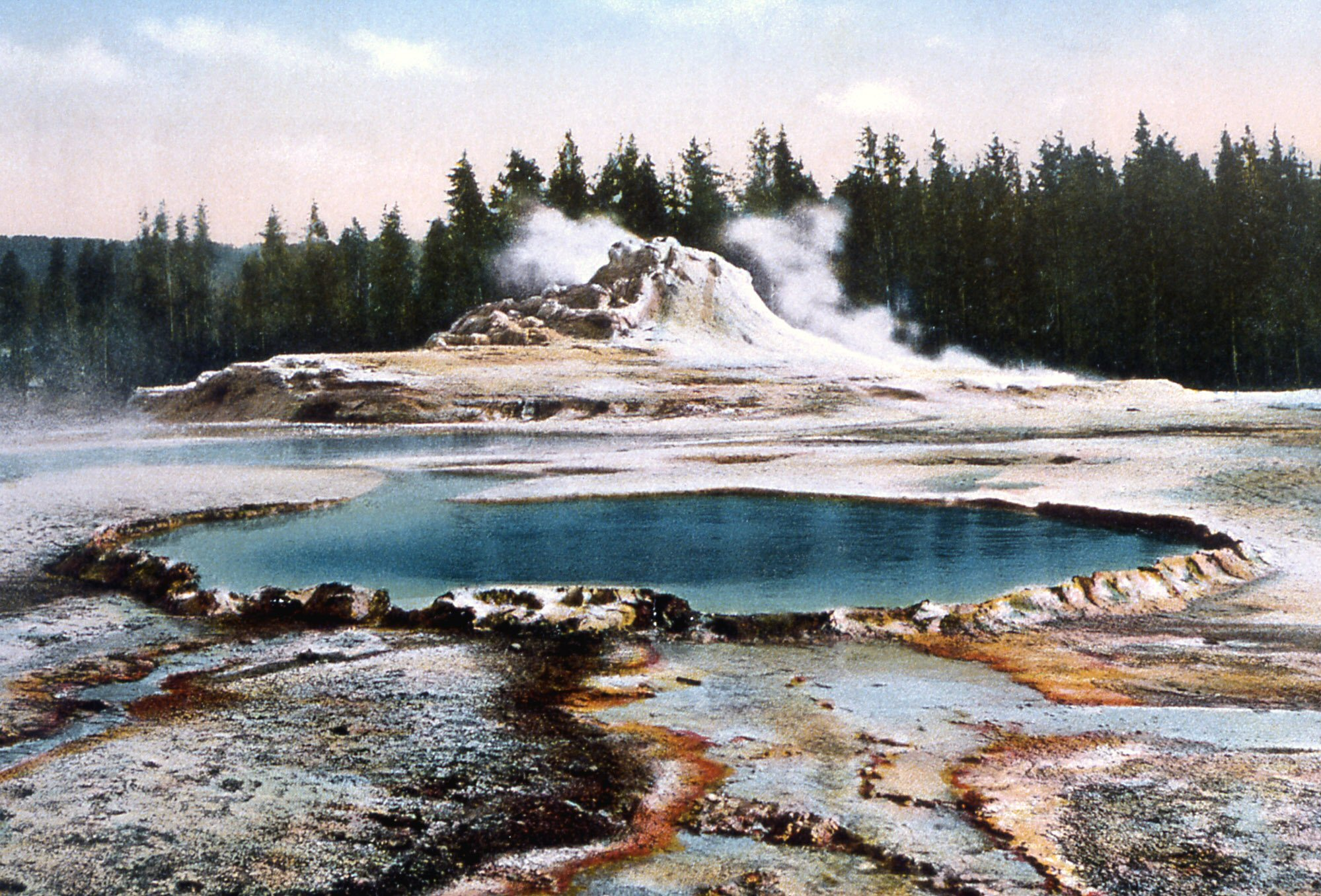
Carte postale montrant Crested Pool avec Castle Geyser en arrière-plan, Frank Jay Haynes (en)
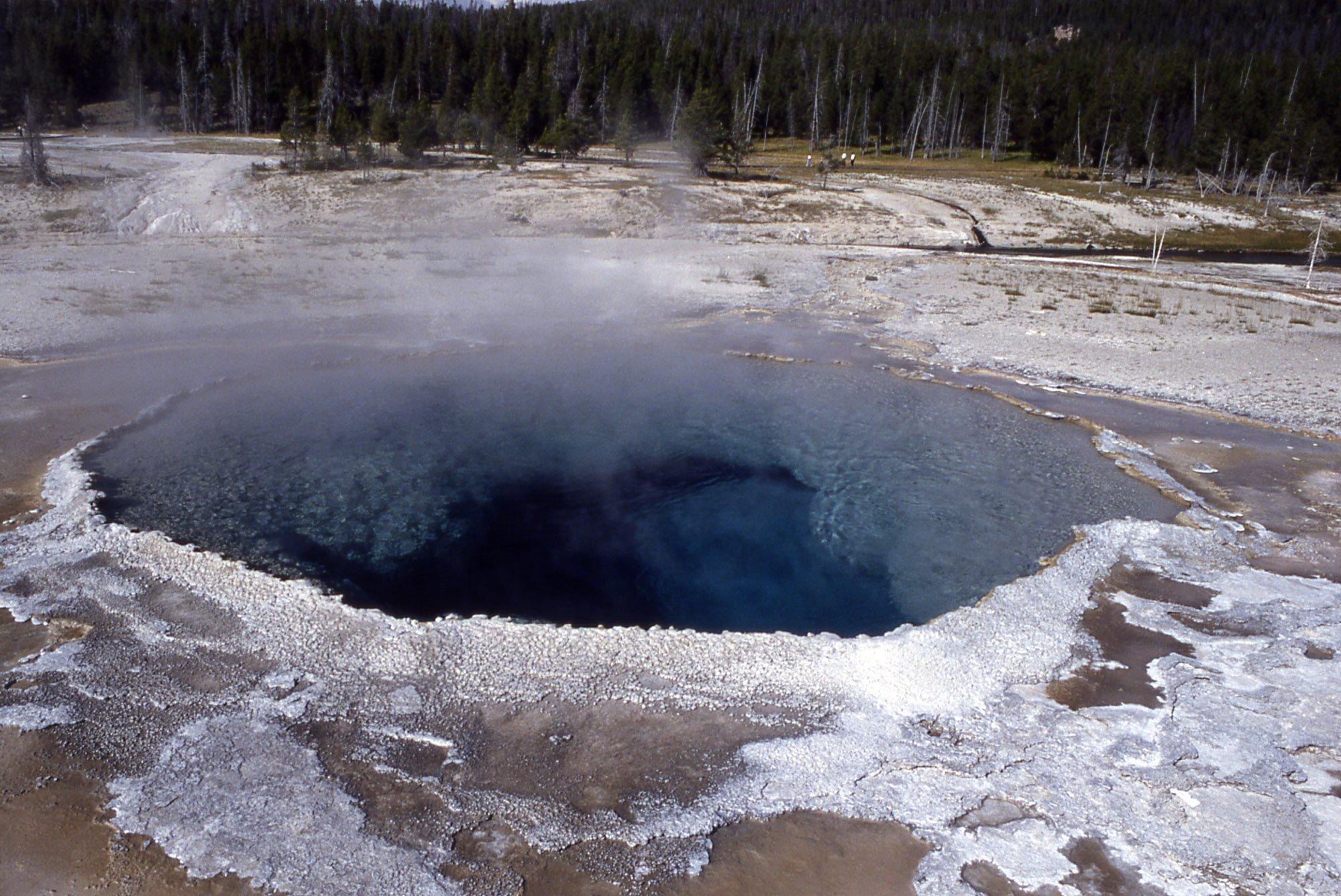
Crested Pool en 1987
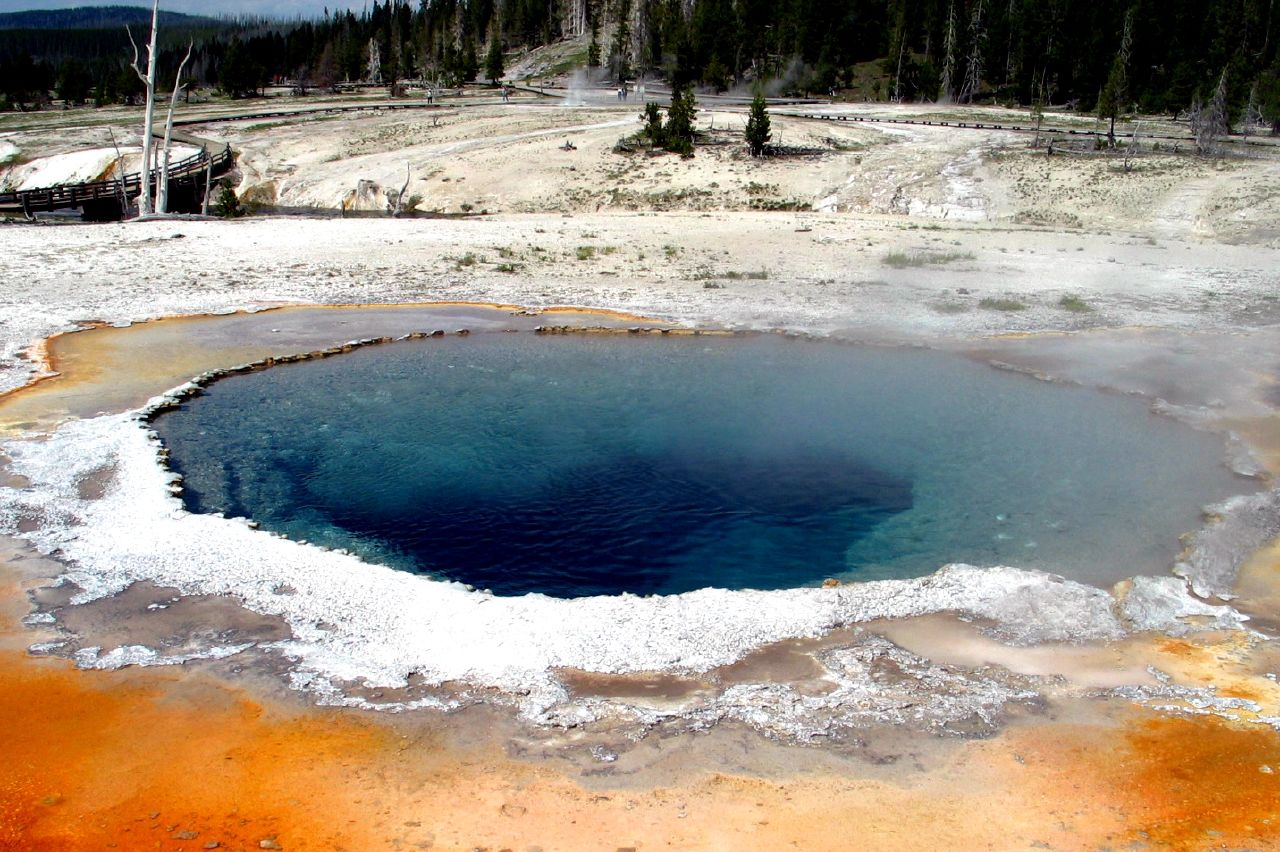
Crested Pool en 2003